# 洪秉祥
洪秉祥（英語：Ang Peng Siong，1962年10月27日—），新加坡游泳運動員，曾保持50米自由泳世界第一。截至2012年，他是新加坡國家游泳總教練。
洪秉祥在五歲時由父親洪德美教授游泳，他在1964年奧運會參加過柔道。他曾就讀於安德森中學和英华中学。